# Општина Трезња (Салаж)
Трезња (рум. Treznea) општина је у Румунији у округу Салаж.
Oпштина се налази на надморској висини од 412 m.